# إسير بي تاتش E110
جهاز أسير بي تاتش E110 هو جوال يعمل بنظام أندرويد صنعته شركة ايسر التايوانية و هو مبني على نظام أندرويد 1.5 يُركز الهاتف على التواصل الاجتماعي، مع ميزات للتكامل مع فيسبوك وتويتر وشبكات اجتماعية أخرى. ويعمل الهاتف باللمس وتم تصنيع الهاتف بالكامل من شركة أيسر وبه الكثير من المزايا مثل سماعة الرأس ومنفذ microUSB على الحافة اليمني التي يمكن استخدامها لشحن أو مزامنة الهاتف. كما يحتوي على مدخل لطباقة الذاكرة بنفس الجانب وبمكن إخراجها بسهولة.
ولكن الجهاز به بعض العيوب مثل الشاشة 2.8 بوصة. ليس فقط لأنها صغيرة، ولكن لان دقتا منخفضة جدا لا تتجاوز 240 × 320 بكسل.
كما أنه يجعل من لوحة المفاتيح التي تظهر على الشاشة صعبة جدا لاستخدام المفاتيح وذلك لانها صغيرة جدا.
ولكن المشكلة ليست في الشاشة، بل في عدم دعم الواي فاي، فلا تستطيع الدخول علي شبكات الويرلس وستعتمد كليا علي شبكة الجيل الثالث جيل ثالث لتصفح شبكة الإنترنت أو البريد الإلكتروني. هذا يمكن أن يكون مشكلة كبيرة إذا كنت لا تحصل على استقبال جيد في منزلك أو مكتبك.
وغريب فعلا عدم دعم أيسر للواي فاي في هذا الجهاز لان الجهاز متطور وبه نظام تحديد المواقع، وحتى بلوتوث.